# Yakumo
Yakumo (japanska: 八雲町?, Yakumo-chō) är en landskommun (köping) i Hokkaido prefektur i Japan.  
Kommunen bildades 2005 genom en sammanslagning av kommunerna Kumaishi och Yakumo.